# Nadine Mangabu Luabeya
Nadine Mangabu Luabeya , née le 7 septembre 1986 à Mbuji-Mayi, est une personnalité politique congolaise, élue députée nationale de la  province de Mbuji-Mayi depuis le 13 février 2019,,,,.